# オーストラリア保安情報機構
オーストラリア保安情報機構（Australian Security Intelligence Organisation；略称ASIO）とは、オーストラリアの防諜機関。テロリズム、スパイ対策を主任務とする。ASIO長官は、内務大臣に従属する。

## 歴史
ASIOは、1949年3月16日、当時の首相ベン・チフリーの「保安機関の設置及び維持に対する命令」に従い、第2次世界大戦中に活動していた連合軍情報局に基づき創設された。当時オーストラリアは、独自の諜報機関を持ちたがっていたため、連合軍情報局長C.G.ロバーツ大佐にASIOの創設を提案した。それまで英MI5長官だったロジャー・ホリスも、ASIO創設を援助した。
初代長官には、元オーストラリア軍情報部長、チャールズ・スプライ卿が任命された。彼は、19年間に渡ってASIO長官の椅子に座り続けた。
ASIOの現在の活動は、1979年のオーストラリア保安情報機構法に従い行われている。

## 組織
長官
副長官
- 法律顧問

- 分析担当長官補
  - オーストラリア、太平洋、東アジア、欧州及びアメリカ
  - 中東、アフリカ、南及び中央アジア
  - 国家脅威評価センター（NTAC）
  - 戦略評価・指導
- 収集担当長官補
  - 北部
  - 中部（キャンベラ）
  - 南部（メルボルン）
- 技術担当長官補
  - 遠距離通信
  - 技術作戦
- 保安担当長官補
  - 防諜・保安
  - 防護保安
  - 対スパイ
- 調整管理・連絡担当長官補
  - 人員・資源
  - 情報
  - 政府・連絡
  - 財産・サービス
  - 会計
  - 実行チーム